# ليسوم طاشيروي
ليسوم طاشيروي (الاسم العلمي: Illicium tashiroi) هو نوع نباتي يتبع جنس الليسوم من فصيلة الشزندرية.